# اللغة السنهالية
اللغة السنهالية أو لغة السنهالا هي لغة يستخدمها السنهاليون، أكبر مجموعة عرقية في سريلانكا. اللغة هي إحدى اللغات الرسمية لدولة سريلانكا. اللغة تنتمي إلى اللغات الهندوأريانية من اللغات الهندوأوروبية. لغة الملديف، دهيفيهي، قريبة من لغة السنهالا. هناك تقريباً 13 مليون شخص يتحدث اللغة كلغة أم وهي لغة تتكون من 268 حرفا .
الكثير من أدب لغة السنهالا متأثرة بالديانة البوذية، والأدب الهندي.